# Park Kwitnąca Akacja w Trepczy
Park Kwitnąca Akacja w Trepczy – park w Trepczy.
Park został założony przy obecnej ulicy Kwiatowej na terenie starego trepczańskiego cmentarza, pochodzącego prawdopodobnie z przełomu XVIII/XIX wieku i funkcjonującego przypuszczalnie do połowy XIX wieku. Na tym terenie zostały ujawnione i uporządkowane w 2005 zachowane nagrobki.
- Ogród Różańca świętego Ave Maria. Stanowi miejsce do odmawiania różańca. W jego obrębie znajdują się zachowane obeliski nagrobków.
- Kwatera Katyńska – ustanowiona w maju 2010 dla upamiętnienia zbrodni katyńskiej, zajmuje część południowo-zachodnią parku. W jej obrębie znajdują się różne upamiętnienia:
  - Pomnik-Krzyż Katyński z inskrypcją Katyń, Sybir, Kresy. Golgota Wschodu. Pomóż przebaczyć
  - 30 maja 2010, ramach akcji „Katyń... pamiętamy” / „Katyń... Ocalić od zapomnienia”, zostali uhonorowani czterej Polacy–ofiary zbrodni katyńskiej pochodzący z okolicznego rejonu; oficerowie Wojska Polskiego II RP por. Michał Serednicki, ppor. dr Marian Hanusiewicz, ppor. Bolesław Baranowski oraz funkcjonariusz Policji Państwowej post. Wiktor Dziurzyński[2][3][4]. Obok zasadzonych dębów został umieszczony kamień pamiątkowy z inskrypcjami dotyczącymi każdego z czterech zamordowanych.
  - Flaga Polski na maszcie wraz z godłem Polski.
  - 12 kwietnia 2012, w drugą rocznicę katastrofy polskiego samolotu Tu-154M w Smoleńsku z 10 kwietnia 2010, została ustanowiona tablica pamiątkowa ustanowiona upamiętniająca 96 ofiar tego zdarzenia. Inskrypcja głosi Pamięci 96 Polaków na czele z prezydentem RP Lechem Kaczyńskim, którzy 10 kwietnia 2010 r. zginęli w katastrofie lotniczej pod Smoleńskiem w drodze na uroczystości upamiętnienia 70. rocznicy sowieckiej zbrodni ludobójstwa w lesie katyńskim dokonanej na jeńcach wojennych, oficerach Wojska Polskiego w 1940 r. – mieszkańcy Trepczy. Trepcza 12 kwietnia 2012.
- Kamień pamiątkowy upamiętniający ofiary rzezi wołyńskiej z 1943, ustanowiony 29 listopada 2013 w 70. rocznicę tych zdarzeń[5][6]. Umieszczona została na nim inskrypcja Wołyń. Narody, które tracą pamięć, tracą życie. Niewinnym ofiarom rzezi wołyńskiej 1943. „Dusze sprawiedliwych są w ręku Boga (...) Nadzieja ich pełna jest nieśmiertelności”. Mdr 3,1. W 70. rocznicę – mieszkańcy Trepczy. A. D. 2013.
- Tablica upamiętniająca ofiary „Golgoty Wschodu”, umieszczona na imitacji słupa granicznego, odsłonięta 31 października 2014[7].
- Kamień pamiątkowy z inskrypcją „Pamięci żołnierzy wyklętych”, odsłonięty w listopadzie 2015[8]. Tuż obok 23 listopada 2018 został odsłonięty biały krzyż wraz z tablicą upamiętniającą o. Andrzeja Deptucha, franciszkanina z Sanoka[9].

Na terenie parku są organizowane nabożeństwa modlitewne, uroczystości patriotyczne, a w Kwaterze Katyńskiej kolejne rocznice tych zdarzeń.